# Inspection générale des carrières

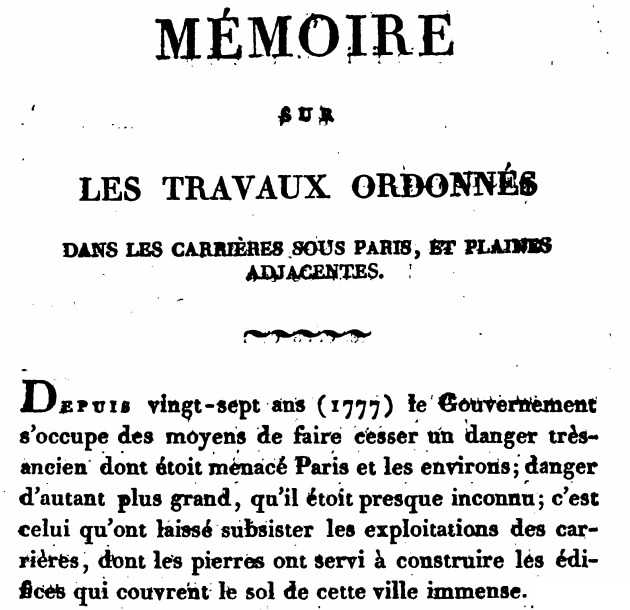
Premières lignes de l'ouvrage publié par Charles-Axel Guillaumot en 1804.

Pour les articles homonymes, voir IGC.
L'Inspection générale des carrières (IGC), anciennement connue sous le nom de Service des carrières du département de la Seine, est le service de prévention des risques de mouvements de terrain liés aux anciennes carrières souterraines, et à la dissolution du gypse antéludien à Paris et dans les trois départements de Petite Couronne. Elle est aujourd'hui rattachée à la Direction de la Voirie et des Déplacements de la Ville de Paris.

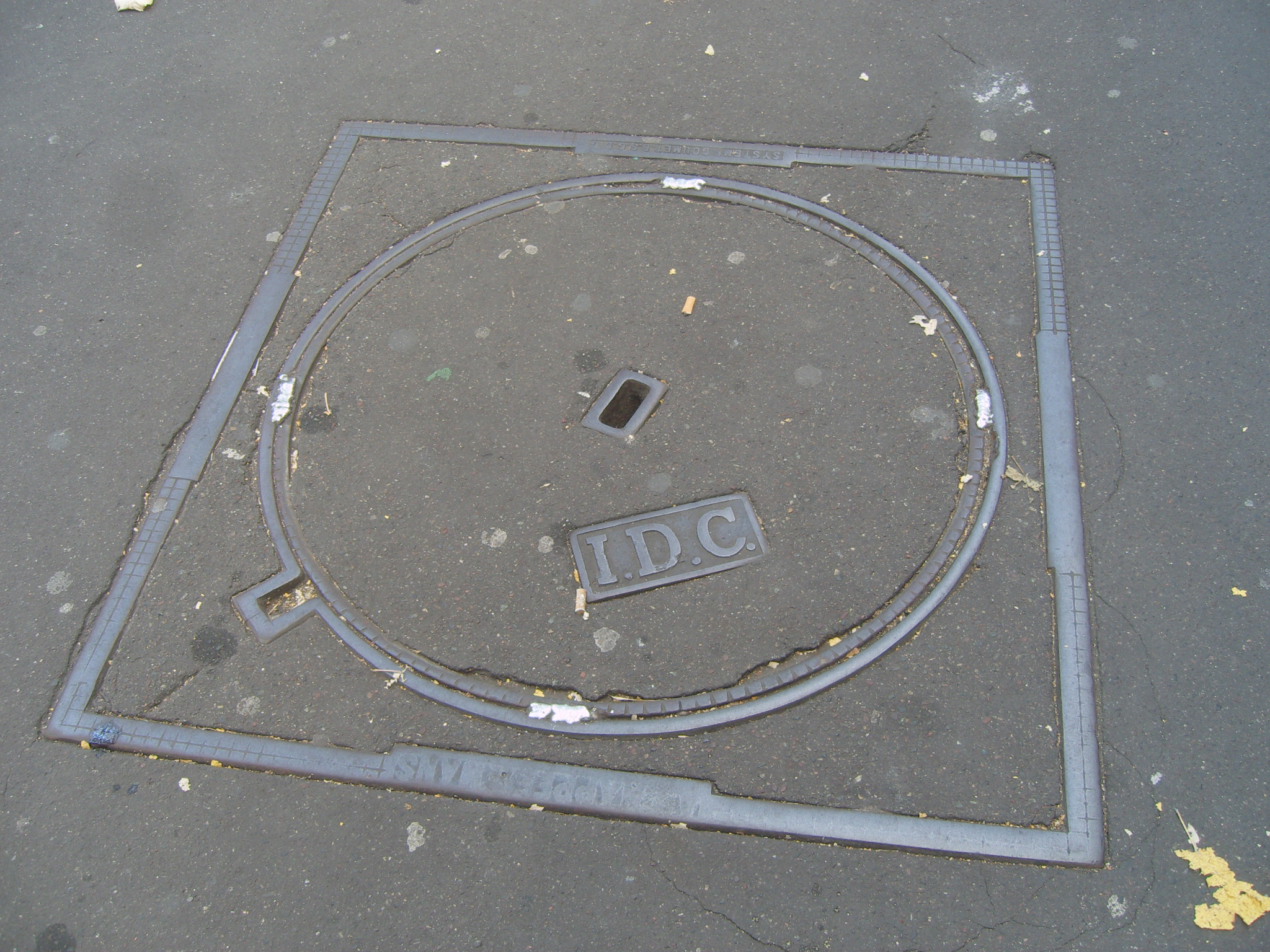
Regard de chaussée portant l'inscription « IDC » (« Inspection des carrières »).

## Éléments historiques
En décembre 1774 se produisit rue d'Enfer à Paris un impressionnant effondrement de carrière qui engloutit sur plusieurs centaines de mètres les habitations en surface. La population ainsi que les autorités prirent alors conscience du risque sommeillant sous leurs pieds : le sous-sol parisien, exploité pendant des centaines d'années pour en extraire le calcaire et le gypse nécessaires aux constructions en surface, comportaient de nombreux vides fragilisant les fondations des bâtiments. La ville s'étant beaucoup développée depuis le Moyen Âge, d'anciennes exploitations de pierre initialement en périphéries se retrouvèrent recouvertes par l'étendue urbaine. Les conclusions des études commandées par le Conseil du roi sur l'état du sous-sol furent si alarmantes qu'il fut décidé de créer une administration chargée de la surveillance et de la consolidation des anciennes carrières de pierre à bâtir.
L'inspection des carrières vit le jour le 4 avril 1777 par décret royal (il semble que le 4 avril soit en fait la date de création d'une commission spéciale chargée des carrières, l'IGC n'étant officiellement créée que le 24 avril 1777). Charles-Axel Guillaumot, architecte du roi, fut placé à la tête de l'administration le 27 avril de cette même année. Le même jour, un autre effondrement se produisit rue d'Enfer.
La mission de l'inspection des carrières était double : d'une part répertorier les nombreux vides sommeillant sous Paris, et d'autre part les consolider. Déjà à cette époque le propriétaire d'un terrain est également propriétaire du sous-sol. L'organisme d'État qu'est l'inspection générale des carrières se charge uniquement de consolider les vides de carrières se trouvant sous la voie publique, domaine du roi. En plus de 200 ans, les équipes de l'inspection générale des carrières (ou IGC) vont faire des vides d'exploitation sous Paris un des plus remarquables ensembles architecturaux de France.
Le premier inspecteur général des carrières, Charles-Axel Guillaumot, qui possédait déjà une solide expérience dans la consolidation des vides souterrains, posa les principes des opérations de confortation. Dès 1779, il adopta un système de confortation répondant à un vrai plan d'urbanisme souterrain. Il décida de ne plus suivre les galeries héritées des carriers et ne se contentait plus des vides connus ou trouvés. De véritables voies publiques, des rues souterraines furent creusées sous celles de la surface. L'IGC forait deux galeries parallèles à la verticale des façades des maisons, donnant ainsi accès aux propriétaires privés à leurs terrains sous-minés. Ils pouvaient ainsi entrevoir l'état des vides sous leurs propriétés et entreprendre les travaux nécessaires à leur consolidation. Ces galeries principales étaient entrecoupées par des galeries transversales et l'espace intermédiaire systématiquement remblayé. Des plaques indiquant le nom de rues étaient posées dans chaque galerie ainsi que l'orientation (est, ouest, nord, sud).
Guillaumot répartit le travail selon trois branches :
- les fouilles et terrasses, chargée de percer les remblais d'exploitation afin de tracer les galeries de service de chaque côté d'une rue ;
- les maçonneries, qui construisaient les piliers de confortation ;
- la cartographie, troisième branche chargée de lever les plans à l'échelle 1/216.

De tous ces travailleurs souterrains, seuls les ouvriers n'appartenaient pas à l'Inspection générale des carrières. En effet, pour les travaux, il était fait appel à un entrepreneur privé. Ce n'est qu'en 1810 que les ouvriers furent intégrés dans l'administration. Le travail était réparti en ateliers ; ainsi, entre 1779 et 1800, on trouvait sous Paris les ateliers du Muséum (qui, avant la Révolution, était connu comme « le Jardin du Roi »), du faubourg Saint-Marceau, de la rue Saint-Jacques et du Val-de-Grâce, de Saint-Germain, de la rue d'Enfer, des Chartreux. On trouvait également à l'époque de tels ateliers en dehors de Paris.
Une fois percées, les galeries de service étaient bordées de longs piliers maçonnés soutenant le ciel de carrière. Ces piliers sont tous marqués d'une indication de consolidation. Ce type d'indication est de la forme « Numéro de pilier » « Initiale de l'inspecteur des carrières », « Année de construction ». Ce format fut conservé jusqu'au début du XXe siècle.
En 1899, l'Inspection générale des carrières compte dix-huit membres. Outre l'inspecteur général des carrières et l'ingénieur ordinaire des mines, seize agents sont ainsi répartis : six contrôleurs des mines, trois conducteurs municipaux et sept piqueurs municipaux.
Historiquement installée dans le pavillon est de l'ancienne barrière d'Enfer, au 3 avenue du Colonel-Henri-Rol-Tanguy dans le 14e arrondissement de Paris, l'IGC a été transférée temporairement en mars 2017 au 12 place de la Porte-de-Vanves dans le même arrondissement, puis en 2020 au 86 rue Regnault dans le 13e arrondissement.
Depuis 1968, l'Inspection Générale des Carrières est rattachée à la Ville de Paris.

## Inspecteurs généraux

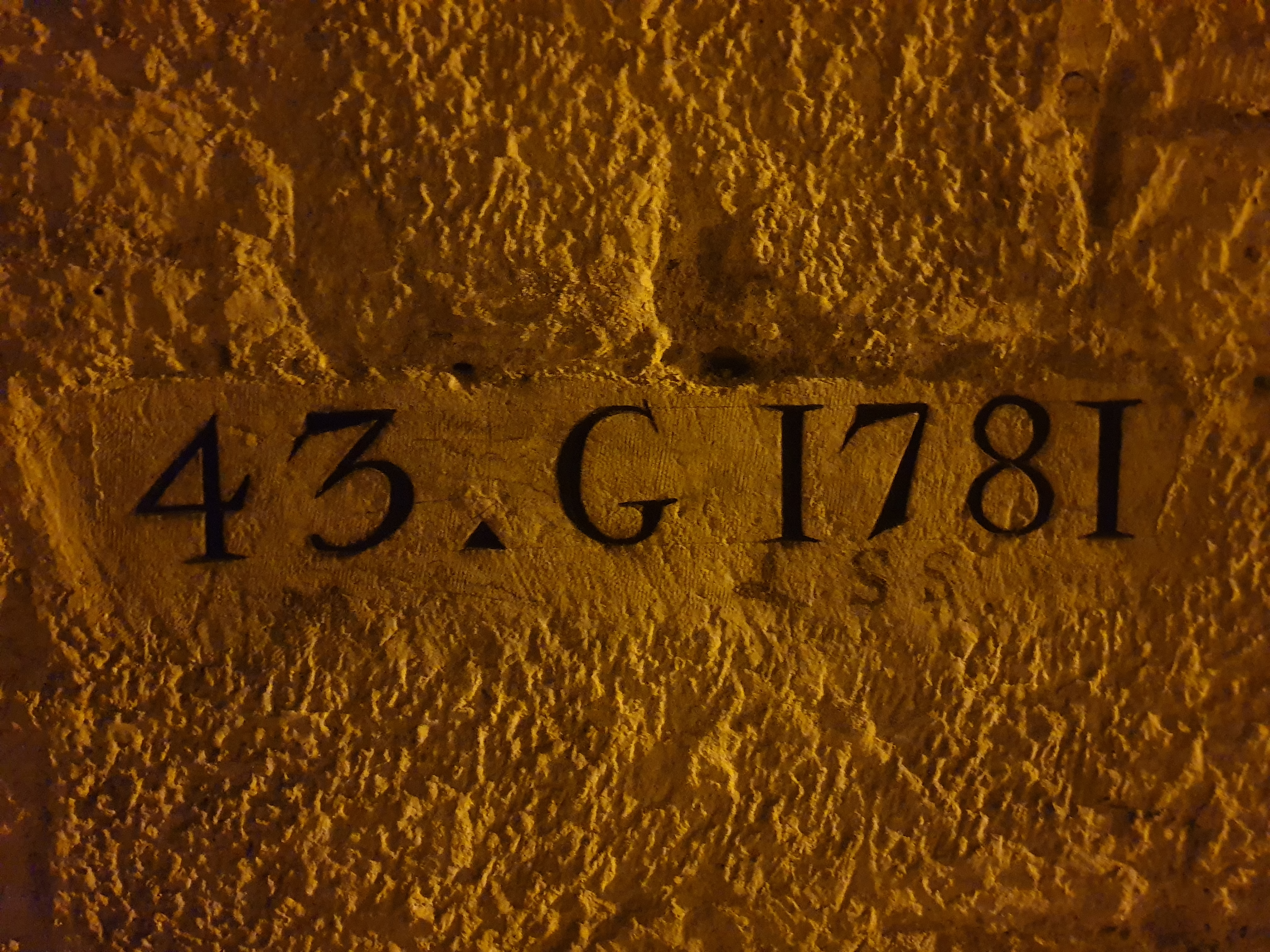
Repère sur une confortation réalisée en 1781 sous Guillaumot (indicatif G) dans la carrière des Capucins.

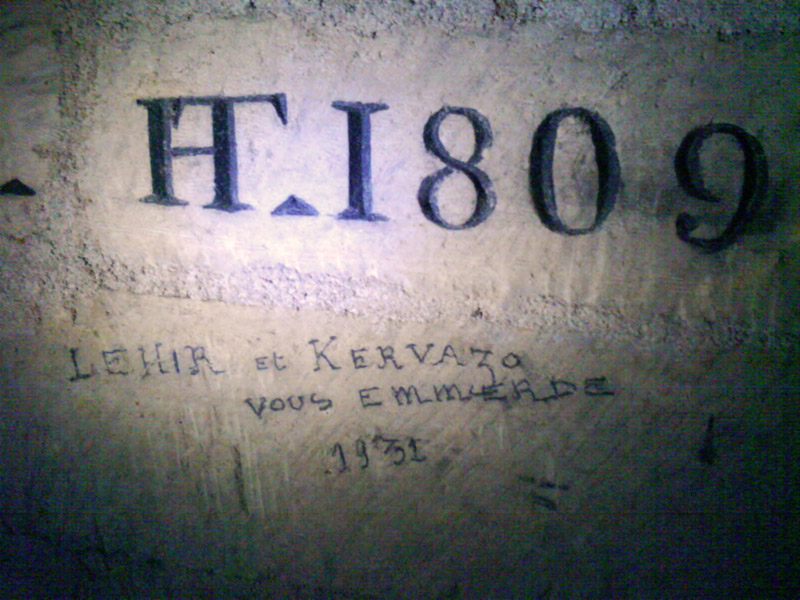
Repère sur une confortation réalisée en 1809 sous Héricart de Thury (indicatif HT) dans les carrières de Chaillot.

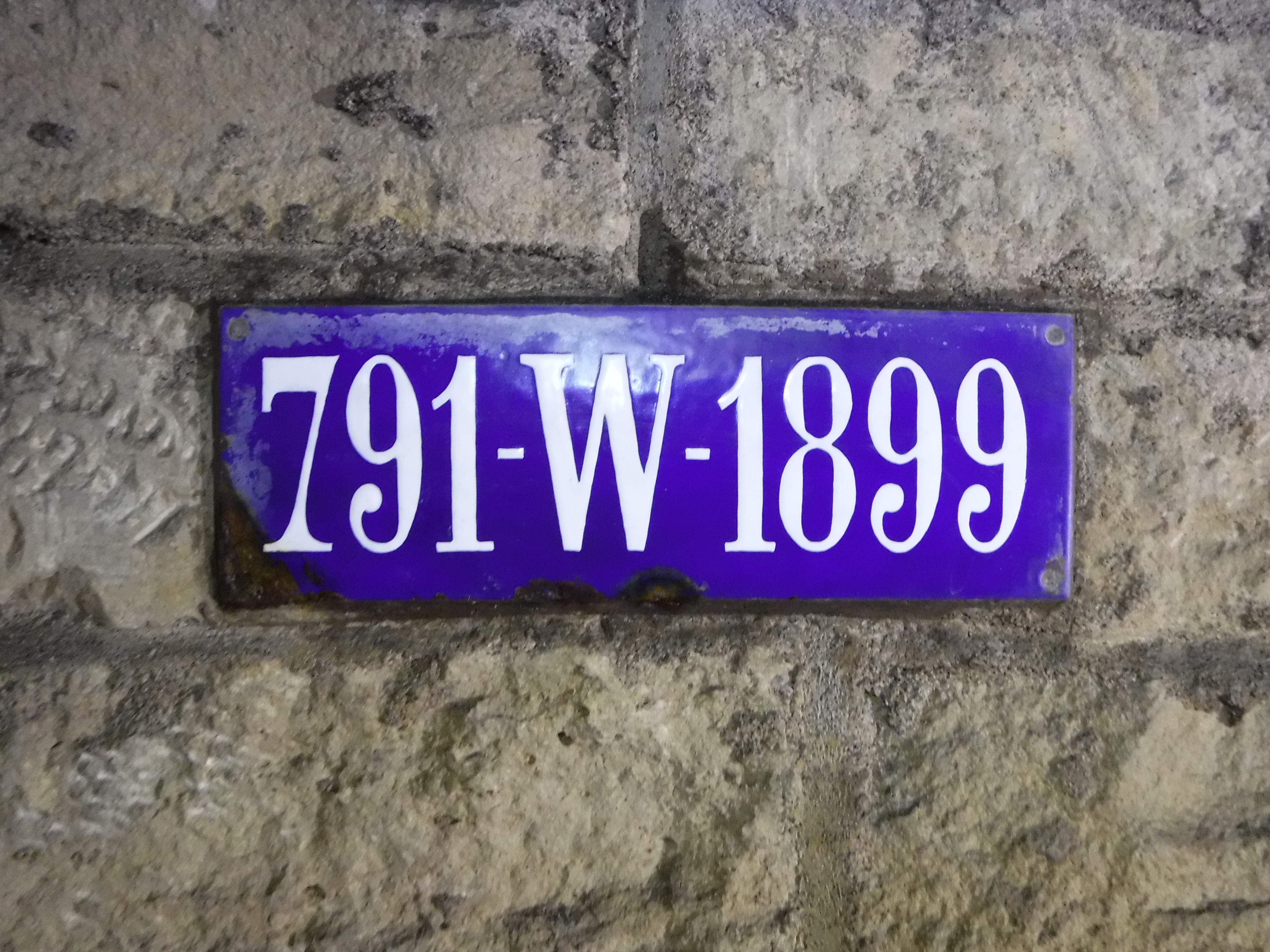
Plaque émaillée sur une confortation réalisée en 1899 sous Wickersheimer (indicatif W) dans une carrière souterraine au nord de Montrouge, le long de l'aqueduc du Loing.

Les inspecteurs généraux ont été successivement :
| Nom                                               | Dates     | Indicatif |
| ------------------------------------------------- | --------- | --------- |
| Charles-Axel Guillaumot                           | 1777-1791 | G         |
| Noël-Laurent Duchemin                             | 1791-1792 | D         |
| Pierre-Antoine Demoustier                         | 1792-1793 | D et D²   |
| François-Jean Bralle                              | 1793-1795 | B et B²   |
| Charles-Axel Guillaumot                           | 1796-1807 | G         |
| Commission (composée de Le Bossu, Caly et Husset) | 1807-1809 | C Mon     |
| Louis-Étienne Héricart de Thury                   | 1809-1831 | HT        |
| Jean Trémery                                      | 1831-1842 | T         |
| Chrétien-Auguste Juncker (d)                      | 1842-1851 | J         |
| Théodore Lorieux                                  | 1851-1856 | L         |
| Édouard Blavier                                   | 1856-1858 | B         |
| Charles-Louis de Hennezel                         | 1858-1865 | H         |
| Charles-Amable-Alban Judas du Souich              | 1865-1866 | S         |
| Michel-Eugène Lefébure de Fourcy                  | 1866-1870 | F         |
| André-Eugène Jacquot                              | 1870-1871 | E.J.      |
| Lantillon (nommé par la Commune)                  | 1871      |           |
| André-Eugène Jacquot                              | 1871-1872 | E.J.      |
| Édouard Descottes                                 | 1872-1875 | D         |
| Louis-Marcellin Tournaire                         | 1875-1878 | T         |
| Ernest Gentil                                     | 1878-1879 | G         |
| Émile-Louis Roger                                 | 1879-1885 | R         |
| François Octave Keller (d)                        | 1885-1896 | K         |
| Émile Wickersheimer                               | 1896-1907 | W         |
| Paul Weiss                                        | 1907-1911 | W         |
| Jean Bès de Berc                                  | 1911-1914 |           |
| André Defline                                     | 1914-1918 |           |
| Jean Bès de Berc                                  | 1919-1922 |           |
| Paul Lancrenon                                    | 1922-1924 |           |
| Joseph Loiret                                     | 1924-1929 |           |
| Paul Niewenglowski                                | 1929-1930 |           |
| Henri Weill                                       | 1930-1937 |           |
| Jean Jarlier                                      | 1937-1939 |           |
| Aron Lévi                                         | 1939-1940 |           |
| Pierre Lafay                                      | 1940-1961 |           |
| Samuel Lajeunesse                                 | 1961-1965 |           |
| Jean Proust                                       | 1965-1975 |           |
| Gérard Jourdan                                    | 1975-1983 |           |
| Anne Lauvergeon                                   | 1985-1988 |           |

## Planches IGC
L'ensemble des vides de carrières ont été cartographiés par l'Inspection générale des carrières à travers un ensemble de planches composées de couleurs différentes. Ces planches permettent de lire avec précision la composition de la pierre, voir les vides, les consolidations, la hauteur du ciel, les sondages, forages, la localisation des fontis ou encore des puits et escaliers.

### Légende des planches
L'ensemble des planches de l'Inspection générale des carrières possèdent des inscriptions détaillant les aménagements présents dans les carrières. 

#### Lexique des inscriptions présentes sur les planches
- Date d'exploitation ;
- Fontis : vide en forme de cloche produit par l'effondrement du ciel de la carrière ;
- Hauteur du vide : par rapport au ciel de la carrière ;
- Niveau du sol : par rapport au niveau de la mer ;
- Hague : mur destiné à maintenir les terres de bourrage ;
- Pilier à bras : pilier formé de blocs de pierre superposés ;
- Forage : sondages d'injection ou de reconnaissance ;
- Pieux : fondations profondes constituées de colonne de béton de faible diamètre descendues jusqu'au niveau du sol et réalisées par forage mécanique ;
- Puits à eau ou puits à eau comblé ;
- Puisard : bassin à eau au niveau du sol ;
- Puits de béton.

#### Lexique des abréviations présentes sur les planches
- PS : puits de service (avec ou sans échelle et avec ou sans paliers)
- PSe : puits de service équipé (avec des échelons/échelles)
- PSc : puits de service comblé
- PA : puits d'aération ayant pour vocation de ventiler naturellement l'air de la carrière
- AP ou APc : ancien puits d'extraction inaccessible ou comblé
- m.c. : masse en ciel
- m.p. : masse en pied
- m.s. : masse souchevée
- f : fontis
- f h' 3m50 : fontis haut de 3 mètres et 50 centimètres
- fr : fontis recouvert

## Départements d'intervention
L'Inspection générale des carrières intervient sur le territoire correspondant à l'ancien département de la Seine, soit depuis la réorganisation de la région parisienne, les départements de Paris (75), des Hauts-de-Seine (92), du Val-de-Marne (94) et de la Seine-Saint-Denis (93).
Une seconde Inspection a été créée en 1967 à Versailles par le préfet de Seine-et-Oise, pour intervenir sur l'ancien département de Seine-et-Oise, soit depuis la réorganisation de la région parisienne, les départements des Yvelines (78), du Val-d'Oise (95) et de l'Essonne (91).
L'Inspection générale des carrières n'est chargée de consolider que le domaine public de l'Île-de-France, et non les parties situées sous les immeubles qui appartiennent à des propriétaires privés,.